# 숙빈 홍씨
숙빈 홍씨(肅嬪 洪氏, 1418년 이후 ~ ?)는 조선의 제5대 왕 문종의 후궁이다. 본관은 남양(南陽)이다.

## 생애

### 가계
명문가의 딸로, 아버지는 한성부윤을 지낸 홍심(洪深)이며, 좌의정을 지낸 홍응(洪應)과 남매간이다. 언제 태어났는지는 분명하지 않으나, 훗날 문종의 세자빈을 다시 책봉하는 과정에서 1418년(세종 즉위년) 생인 현덕왕후 권씨보다 나이가 조금 어리다고 하는 것으로 보아 적어도 그 이후에 태어난 것으로 보인다.

### 후궁 시절
문종이 세자로 있던 1431년(세종 13년) 음력 1월 19일, 권전의 딸 권씨, 정갑손의 딸 정씨와 함께 세자의 후궁으로 정식 간택되어 입궁하였다. 이후 세 후궁의 아버지들은 음력 2월 12일 동궁에 딸을 바친 공으로 쌀과 콩 각각 30석을 하사받았다. 한편 세 후궁은 음력 3월 13일 동궁에 정식으로 바쳐졌으며, 음력 3월 15일 모두 종4품 승휘(承徽)에 봉해졌다. 이후 세자빈이었던 휘빈 김씨와 순빈 봉씨가 연달아 폐출되면서 권씨와 홍씨가 새 세자빈의 물망에 올랐을 때, 문종은 홍씨를 조금 더 낫게 여겼으나 당시 권씨가 홍씨보다 나이가 조금 더 많고 이미 딸을 낳았기에 세자빈에 적합하다는 세종의 판단으로 세자빈(世子嬪)은 권씨가 되었다.. 그러나 홍씨도 1441년(세종 23년) 세자의 딸을 낳았는데, 그 딸은 1444년(세종 27년) 음력 12월 4일 4살의 어린 나이로 죽고 말았다.
1450년(문종 즉위년) 문종이 즉위한 후에는 종1품 귀인(貴人)에 책봉되었다. 문종의 정비 현덕왕후는 1441년 아들 홍위(훗날의 단종)를 낳고 곧바로 죽었기에 궁 안에는 중전의 자리가 비어있었던 관계로, 당시 내전은 홍씨가 맡아서 다스리고 있었다. 단종 즉위 후인 1452년(단종 즉위년) 음력 8월 7일 정1품 빈(嬪)에 책봉되어 숙빈(肅嬪)이 되었다.
1453년(단종 1년) 세종의 아들인 안평대군이 사사된 후에는 안평대군의 작은 집을 하사받았으며, 1454년(단종 2년) 단종비 정순왕후를 간택하는 자리에 참여하기도 하였다. 이후 1485년(성종 16년)에는 속공 노비를 줄 것을 상소하여 80구의 노비를 받기도 하였다.

### 사망과 후손
그녀가 언제 사망했는지, 무덤이 어디 있는지는 기록이 남아있지 않아 알 수 없다. 호는 숙빈(肅嬪)이다. 남편 문종과의 사이에서 딸이 하나 있었는데, 딸은 4살의 나이로 요절하였다.
남동생 홍응의 아들이자 숙빈에게는 조카가 되는 홍상은 1466년(세조 12년) 덕종과 소혜왕후의 딸인 명숙공주와 결혼하여 당양위에 봉해졌다.

## 가족 관계
본가 남양 홍씨(南陽 洪氏)
- 조부 : 홍덕보(洪德輔, 생몰년 미상)
- 조모 : 미상
  - 아버지 : 한성부윤 홍심(漢城府尹 洪深, 1398~1456[16])
  - 어머니 : 정부인 파평 윤씨(貞夫人 坡平 尹氏, 생몰년 미상)[17]
    - 동생 : 의정부 좌의정 익성부원군 홍응(議政府 左議政 益城府院君 洪應, 1428~1492)[18]
    - 올케 : 정경부인 경주 이씨(貞敬夫人 慶州 李氏, 생몰년 미상)
      - 조카 : 당양위 홍상(唐陽尉 洪常, 1457~1513)[19]
      - 질부 : 명숙공주(明淑公主, 1455~1482)

왕가 전주 이씨(全州 李氏)
- 시조부 : 제3대 태종대왕(太宗大王, 1367~1422, 재위 1400~1418)
- 시조모 : 원경왕후 민씨(元敬王后 閔氏, 1365~1420)
  - 시아버지 : 제4대 세종대왕(世宗大王, 1397~1450, 재위 1418~1450)
  - 시어머니 : 소헌왕후 심씨(昭憲王后 沈氏, 1395~1446)
    - 남편 : 제5대 문종대왕(文宗大王, 1414~1452, 재위 1450~1452)
      - 딸 : 옹주(翁主, 1441~1444)

## 숙빈 홍씨가 등장하는 작품
- 《한명회》(KBS, 1994년, 배우:박영귀)
- 《왕과 비》(KBS, 1998년, 배우:장서희)